# Bygland
Bygland és un municipi situat al comtat d'Agder, Noruega. Té 1.204 habitants (2016) i la seva superfície és de 1,312.40 km². El centre administratiu del municipi és el poble homònim.